# Ohkay Owingeh
Ohkay Owingeh (anteriormente conocido como San Juan Pueblo) es un lugar designado por el censo ubicado en el condado de Río Arriba, en el estado estadounidense de Nuevo México. En el Censo de 2010 tenía una población de 1143 habitantes. Tiene una población estimada, en 2019, de 1256 habitantes.
Ohkay Owingeh es también una tribu federalmente reconocida de indios pueblo, que viven en la población.

## Nombre
Se llamó San Juan de los Caballeros (abreviado a San Juan) hasta 2005, en que cambió su nombre al tegua Ohkay Owingeh, que significa "lugar de hombres fuertes".
El nuevo nombre se debe pronunciar en castellano como Ojqueohuingue, pero de igual forma no es inválida la forma Oqueohuingue.

## Historia
De 1598 a 1610, época de la provincia novohispana de Nuevo México, la capital de la provincia se situó en San Gabriel de Yunque, cuyo sitio arqueológico se encuentra en la orilla oeste del río Bravo. 

## Geografía
Ohkay Owingeh se encuentra ubicado en las coordenadas 36°2′32″N 106°3′23″O / 36.04222, -106.05639. Según la Oficina del Censo de los Estados Unidos, Ohkay Owingeh tiene una superficie total de 9.96 km², de la cual 9.94 km² corresponden a tierra firme y 0.02 km² (0.16 %) es agua.

## Demografía
Según el censo de 2010, había 1143 personas residiendo en Ohkay Owingeh. La densidad de población era de 114,78 hab./km². De los 1143 habitantes, Ohkay Owingeh estaba compuesto por el 3.94 % blancos, el 0.09 % eran afroamericanos, el 83.03 % eran amerindios, el 0.17 % eran asiáticos, el 0 % eran isleños del Pacífico, el 9.01 % eran de otras razas y el 3.76 % pertenecían a dos o más razas. Del total de la población el 19.69 % eran hispanos o latinos de cualquier raza.